# Gomphandra tomentella
Gomphandra tomentella är en järneksväxtart som beskrevs av Maxwell Tylden Masters. Gomphandra tomentella ingår i släktet Gomphandra och familjen Stemonuraceae. Inga underarter finns listade i Catalogue of Life.